# Blodnäbbsvävare
Blodnäbbsvävare (Quelea quelea) är en afrikansk tätting som tillhör familjen vävare. Den betraktas som världens vanligaste vilda fågel.

## Utseende och läten
Blodnäbbsvävaren är en liten (12 cm) och kortstjärtad vävare med en distinkt vaxröd näbb (gul hos hona i häckningsdräkt). Häckande hane har vanligen svart på ansikte och strupe, med kontrasterande beige och ofta skärtonad hjässa och bröst. Vissa fåglar i Västafrika har vitt huvud. Utanför häckningstid är den rätt karaktärslös, med kraftigt vitt ögonbrynsstreck och blekare undersida än de andra två arterna i släktet Quelea samt med distinkt röd näbb och skära ben. Sången är en blandning av både hårda och mer melodiska toner. Från flockar hörs tjattrande ljud.

## Utbredning och systematik
Arten delas upp i tre underarter med följande utbredning:
- Quelea quelea quelea – förekommer från Senegal till Tchad
- Quelea quelea aethiopica – förekommer från Sudan till Somalia, nordöstra Kongo-Kinshasa, Uganda, Kenya och Tanzania
- Quelea quelea lathamii – förekommer i Sydafrika

Ett fynd finns från norra Mauretanien, 7 maj 2004.

## Status och hot
Blodnäbbsvävaren betraktas som världens mest talrika fågel i vilt tillstånd, med ett uppskattat bestånd på 1,5 miljarder vuxna fåglar. Följaktligen betraktas den inte som hotad och internationella naturvårdsunionen IUCN kategoriserar därför arten som livskraftig (LC).

## Bilder

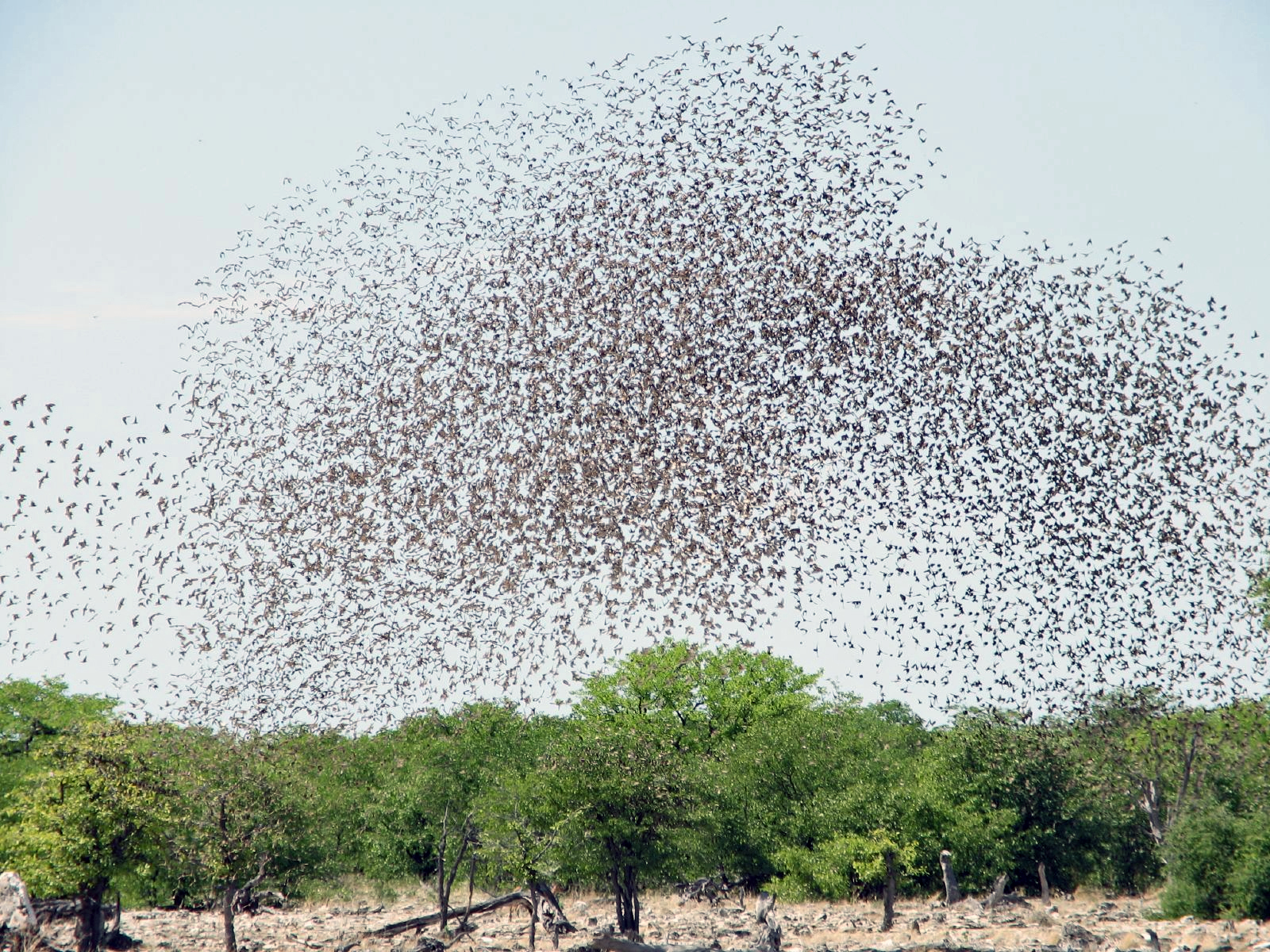
Antalet blodnäbbsvävare i en flock kan uppgå till flera tusen.
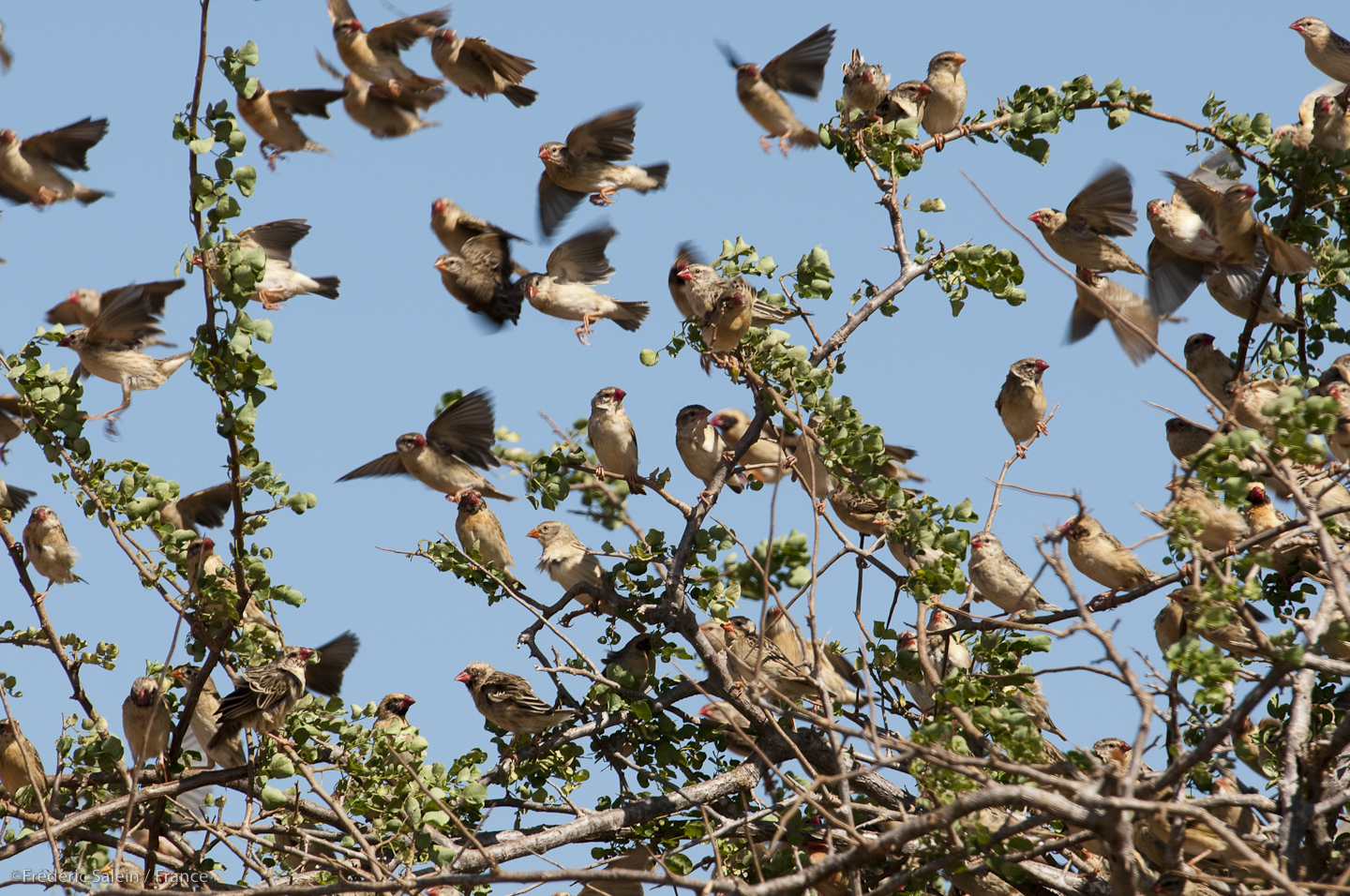
Flock
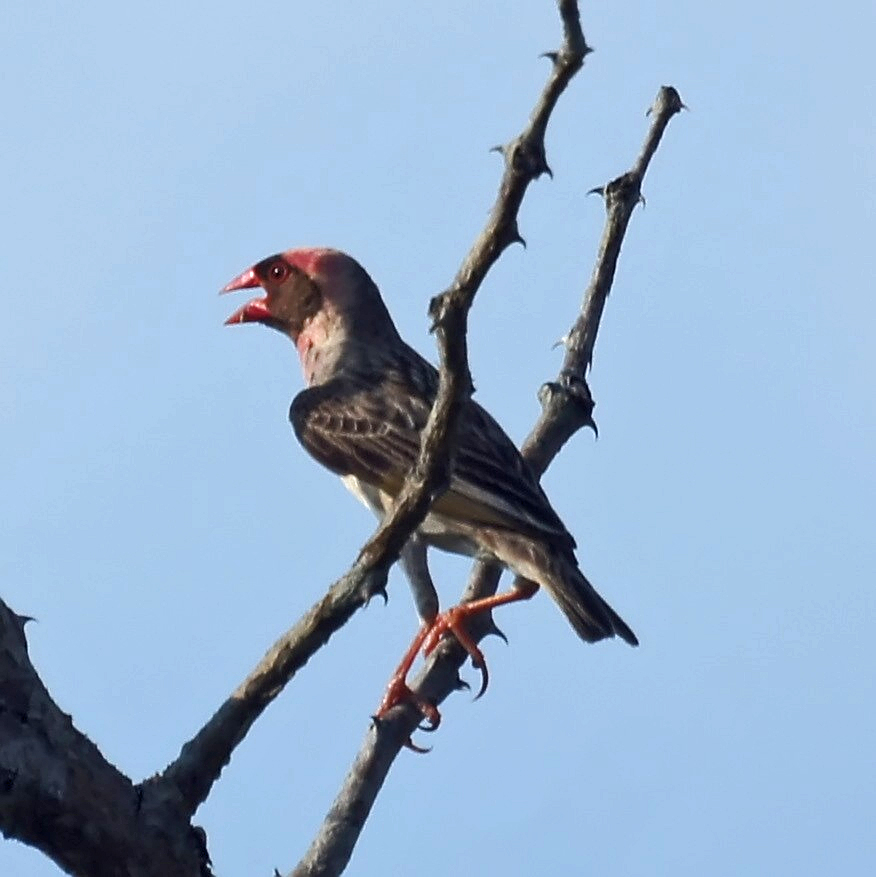
Sjungande hane
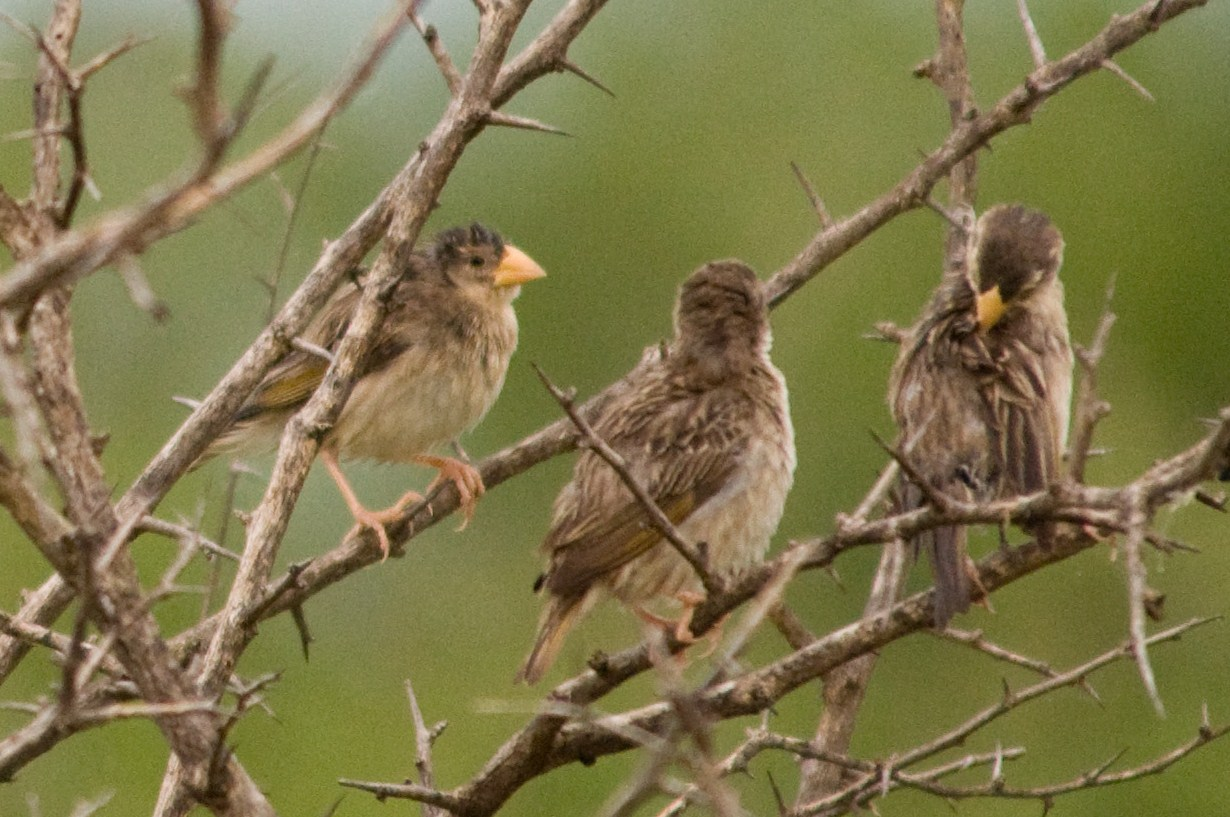
Honfärgade individer